# Tuesday's Gone
"Tuesday's Gone" és la segona cançó de (pronounced 'lĕh-'nérd 'skin-'nérd) àlbum de debut del grup estatunidenc Lynyrd Skynyrd. Amb el pas dels anys ha esdevingut una de les cançons més populars de la banda en part gràcies al so relaxat i serè de les guitarres. La lletra parla sobre el final d'una relació amorosa a causa d'una gira musical massa llarga, tema similar al tractat en una altra de les cançons mítiques del grup "Free Bird".
La banda Metallica va fer una versió de la cançó pel seu àlbum Garage Inc. (1998) amb la col·laboració especial de Les Claypool de Primus, Jerry Cantrell de Alice in Chains, John Popper de Blues Traveler, Pepper Keenan de Corrosion of Conformity, Jim Martin, antigament membre de Faith No More i acreditat com Fatso, i Gary Rossington, un dels compositors de la cançó original. Aquesta versió fou inclosa en la banda sonora dels videojocs musicals Guitar Hero: Metallica i Rock Band 3. Anteriorment, Hank Williams, Jr. va versionar-la en estil country per la compilació especial Skynyrd Frynds.